# Panne de courant du 4 novembre 2006 en Europe
La panne de courant européenne du 4 novembre 2006 est une panne de courant de grande importance qui touche le réseau interconnecté européen de transport d'électricité, privant de courant environ 15 millions de clients, le 4 novembre 2006, vers 22 h 10. Le réseau est resynchronisé environ 38 minutes plus tard, à 22 h 47, et revient en fonctionnement normal en environ une heure, enfin l'ensemble des pays retourne à une situation normale en deux heures.

## Chronologie de la coupure

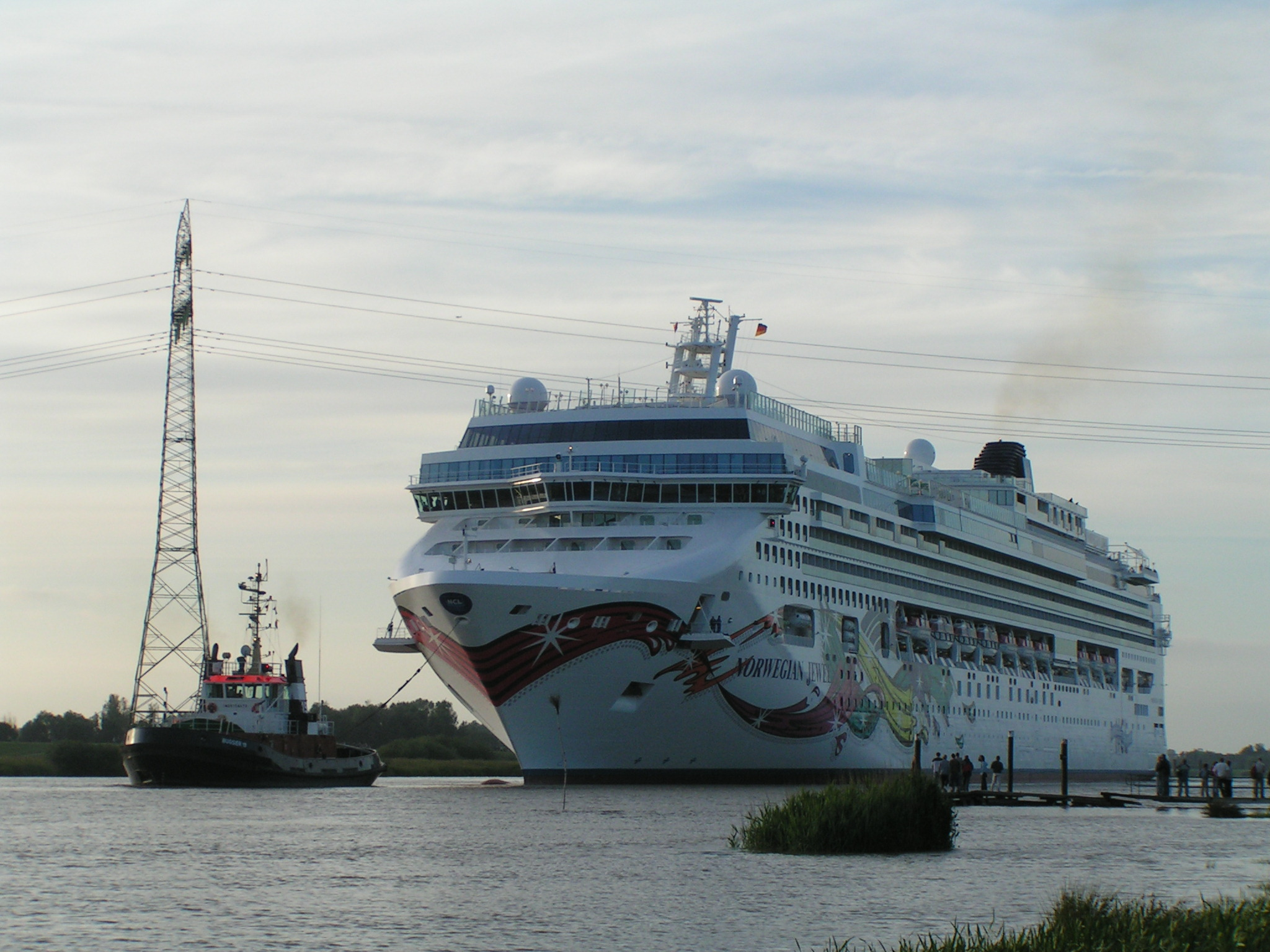
Le paquebot Norwegian Pearl à l'origine de la coupure de la ligne à haute tension.

L'origine serait la mise hors-service programmée puis différée de deux lignes de 400 kV qui enjambent le  fleuve Ems, dans le nord-ouest de l'Allemagne, pour permettre le passage du paquebot de croisière Norwegian Pearl qui quittait le chantier naval Meyer et rejoignait la mer du Nord sans risquer de court-circuit entre son mat et les lignes. Ces coupures des deux lignes 380 kV reliant Conneforde à Diele sont intervenues à 21 h 38 et 21 h 39. 
- 21 h 41 : Un des gestionnaires allemands de transport d'électricité haute tension, RWE TSO (aujourd'hui Amprion (en)), informa un autre gestionnaire, E.ON Netz (filiale d'E.ON) de la valeur limite de 1 795 ampères (A) sur la ligne Landesbergen-Wehrendorf (reliant E.ON Netz et RWE TSO), mais le réseau continuait à fonctionner conformément aux normes. Les deux entreprises furent en communication téléphonique à 21 h 46, 21 h 50 et 21 h 52, et purent s'échanger des informations sur les valeurs limites de cette ligne qui n'étaient pas les mêmes pour les deux entreprises[1].
- Entre 22 h 5 et 22 h 7 : la charge de la ligne de 380 kV  Landesbergen-Wehrendorf augmenta de 100 MW dépassant la valeur limite de 1 795 A fixée par RWE TSO.
- 22 h 8 : RWE TSO appela E.ON Netz pour demander une intervention urgente. Après des estimations empiriques, E.ON Netz décida d'intervenir à Landesbergen.
- 22 h 10 : l'intervention eut lieu mais le résultat fut contraire à celui qu'on attendait : au lieu de baisser de  80 A, le courant augmenta de  67 A. La ligne fut déconnectée par les automatismes de sécurité à la sous-station de Wehrendorf (RWE TSO) pour surcharge. Par un effet domino de report de charge, de nombreuses autres lignes auraient décroché, entraînant pratiquement une scission du réseau de l'Union pour la coordination du transport de l'électricité (UCTE) en trois, suivant une ligne nord-sud, ainsi qu'une déconnexion du Maroc[3],[4]. La séparation du réseau se produisit à 22 h 10 min 28,7 s et 22 h 10 min 28,9 s, et la séparation entre l'Espagne et le Maroc se produisit à 22 h 10 min 32 s.

## Situation du réseau, lors de la coupure

Fractionnement du réseau UCTE en trois sous-régions à 22:10:40

Durant la minute précédant la séparation, la puissance était d'environ 274 100 MW dont 15 000 MW éoliens  (essentiellement en Europe du Nord, et en Espagne). Après la séparation, les puissances se répartissaient comme suit :
- zone ouest : 182 700 MW dont 6 500 MW éoliens, production inférieure à la consommation ;
- zone nord-est : 62 300 MW dont 8 600 MW éoliens, production supérieure à la consommation ;
- zone sud-est : 29 100 MW, presque équilibrée, peu affectée.

La séparation du réseau a conduit au dépassement de seuil de fréquence électrique, qui a atteint 49 Hz à l'ouest et de 51 Hz à l'est (la fréquence européenne est de 50 Hz). Ce franchissement de seuil a conduit à l'arrêt de centrales. Le rétablissement des fréquences normales a été fait en 20 minutes, dans les zones en sous-fréquence. Il a été compliqué dans les zones en sur-fréquence, en raison du manque de maîtrise sur les installations de production décentralisées.
L'Europe de l'ouest étant alors en déficit de production, des délestages ont été nécessaires pour éviter un écroulement total du réseau. 10 % des clients ont dû être déconnectés. En France, 6 400 MW de la consommation (12 %) soit cinq millions de foyers ont dû être déconnectés. Les barrages hydro-électriques ont participé au rétablissement de la situation en étant mis en œuvre pour augmenter la production locale de 4 000 MW.

### Zone sud-est
Cette zone comprenant alors les pays de l'ex-Yougoslavie (hors Slovénie), l'Albanie, la Grèce, la Bulgarie et la Roumanie, a été peu affectée.

### Zone ouest

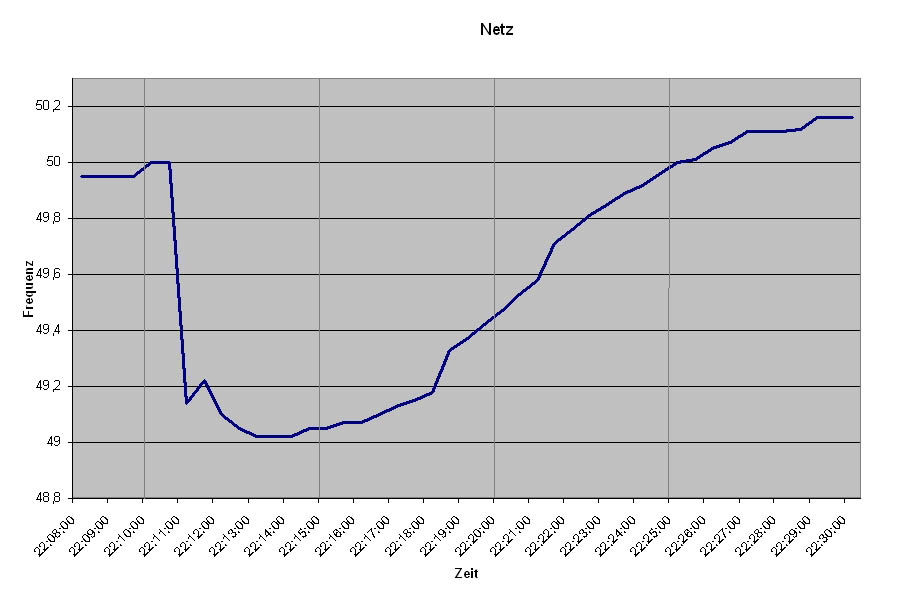
Évolution de la fréquence dans la zone ouest.

Durant cet incident, la zone ouest se composait de l'Espagne, du Portugal, de la France, de l'Italie, de la Belgique, du Luxembourg, des Pays-Bas, d'une partie de l'Allemagne, de la Suisse, d'une partie de l'Autriche, de la Slovénie et d'une partie de la Croatie.
La production de cette zone était de 182 700 MW, et 8 940 MW manquaient pour satisfaire la demande. Ceci provoqua une baisse rapide (en 8 secondes) de la fréquence vers 49 Hz au lieu de 50,00 Hz. Ceci déclencha le plan de défense, et donc le délestage en moins de 8 secondes, des pompes de stockage à 49,5 Hz (pour 1 600 MW), et de certains clients, vers 49 Hz (pour 17 000 MW de consommation).
Beaucoup de petites centrales de production (éoliennes et installations de cogénération notamment) se sont aussi déconnectées du réseau à cause de la chute de fréquence, réduisant la production de 10 900 MW. 
Les centrales de réserve essentiellement hydrauliques furent alors démarrées, et permirent de fournir 16 800 MW, sur 18 500 MW du maximum théorique.

### Zone nord-est
Au moment de la séparation, la zone nord-est surproduisait 10 000 MW, ce qui est habituel, bien que l'Allemagne du nord produisait plus en raison de vents importants. Cette surproduction fit monter la fréquence vers 51,4 Hz. La fréquence fut réduite à 50,3 Hz par des automatismes, ainsi que la déconnexion de certaines centrales, notamment des éoliennes. La fréquence de 50,3 Hz restait toutefois au-delà du seuil de 50,18 Hz correspondant à une fréquence normale.
Cependant, les centrales éoliennes se sont automatiquement reconnectées au réseau, entraînant une nouvelle hausse de fréquence. Cette nouvelle hausse a dû être compensée par une baisse de production thermique. Toutefois, certaines centrales ne pouvaient baisser leur production, qui était déjà minimale. En raison de vents important la fréquence monta jusqu'à 50,45 Hz, à 22 h 28.
L'arrêt des centrales thermiques, et le fonctionnement important des éoliennes conduisirent à un déséquilibre à l'intérieur de la zone nord-est. Le nord-ouest de cette zone produisant plus, et le sud-est de cette zone produisant moins, les échanges transfrontaliers furent importants au point de dépasser les niveaux acceptables, y compris lors de situations d'urgence. En particulier, les lignes internes dans le sud de la zone contrôlée par VE-T control area (la ligne en double circuit de 380 kV Bärwalde-Schmölln utilisaient 100 % de leur capacité de transport), au sud-ouest de la Pologne (la ligne 400 kV Mikułowa - Czarna la charge était de 120 % ; les deux transformateurs 400⁄220 kV du poste de Mikulowa étaient chargés à plus de 120 %) et l'ouest de la République Tchèque (la ligne 400 kV Hradec-Reporyje était chargée à 140 %).
Cette surcharge présentait un risque de nouvelle séparation sur le réseau électrique. Toutefois, grâce à la resynchronisation de l'ensemble du réseau, la charge a pu être réduite.

### Rôle négatif de la production décentralisée
Selon le rapport de l'UCTE, les installations de production décentralisées, c'est-à-dire raccordées aux réseaux de distribution, ont joué un rôle négatif dans ce qui s'est produit, sans être toutefois à l'origine de la panne. En particulier :
- dans la zone ouest, une grande partie de cette production décentralisée, soit 10 200 MW dont 4 892 MW d'éolien, s'est automatiquement déconnectée du réseau dès que la fréquence est descendue sous les 49,50 Hz, aggravant le déficit de production ; dans le même temps, parmi les installations de production non décentralisées (raccordées aux réseaux de transport, en haute ou très haute tension), seule une centrale (gaz) de 700 MW s'est déconnectée ;
- dans la zone nord-est, le comportement d'une partie du parc éolien a complexifié et un peu retardé le processus de resynchronisation, et ce comportement aurait pu être à l'origine d'une séparation ultérieure de cette zone nord-est en plusieurs sous-zones, bien que cela ne se soit pas produit.

Ce rapport de l'UCTE ne met pas en cause les caractéristiques intrinsèques de la production décentralisée, mais la manière dont cette production décentralisée a été déployée les années qui ont précédé cette panne du 4 novembre 2006. Sont notamment mis en causes le peu de visibilité des gestionnaires de réseaux de transport sur ces installations de production décentralisées, ainsi que les réglages des protections de découplage de ces installations, protections qui dictent quand les installations se déconnectent du réseau, sachant que ces réglages ont généralement été définis par les gestionnaires de réseaux de distribution.

### Effets collatéraux: autres zones
Au nord, la fourniture d'électricité à Nordel, l'organisme qui gère les pays nordiques, put continuer.
À l'ouest, 490 MW étaient exportés de l'Espagne au Maroc, et 56 MW du Maroc à l'Algérie. À 49,5 Hz, une protection de fréquence à Melloussa (Maroc) coupa la connexion Espagne-Maroc. Le manque de puissance marocain fut compensé par l'Algérie et la Tunisie. La connexion entre l'Algérie et le Maroc fut coupée en raison d'une protection de puissance (380 MW). Le Maroc manqua donc d'électricité, alors que le surplus d'électricité en Algérie et en Tunisie fit monter la fréquence à 50,16 Hz.
Une surcharge de la ligne 225 kV Tajerouine-Aouinet (150 MW) conduisit à un délestage de 31 MW en Tunisie. 
La relation entre la France et l'Angleterre continua à fonctionner normalement.

## Chronologie de retour à la normale
L'ensemble du réseau européen a pu être resynchronisé en 38 minutes. L'ensemble du réseau a pu être rétabli en environ une heure. L'ensemble des pays est revenu à une situation normale en deux heures.

### Resynchronisation
Cinq essais infructueux de resynchronisation furent tentés entre 22 h 34 min 57 s et 22 h 44 min 25 s, mais échouèrent à cause de différences de fréquence.
Deux essais de reconnexions simultanés échouèrent au bout de quelques secondes, vers 22 h 46 min 25 s  et vers 22 h 47 min 0 s. Finalement, la reconnexion fonctionna, à 22 h 47 min 23 s, la différence de fréquence étant alors réduite à 180 mHz, et le déphasage à 10°. Ensuite, en 6 minutes, 13 lignes étaient reconnectées. La troisième zone de l'UCTE fut reconnectée peu après.

## Conclusions
À la suite de cette coupure, des investigations ont été menées par l'UCTE, qui ont conduit à un rapport final sur cette System Disturbance du 4 novembre 2006, lequel couvre notamment :
- la chronologie de l'événement,
- les flux entre chaque pays,
- le fonctionnement des différentes zones séparées,
- l'évolution des fréquences,
- le système de resynchronisation,
- les causes premières,
- les facteurs critiques,
- cinq recommandations.